# Svartsjösjön
Svartsjösjön är en sjö i Vaggeryds kommun i Småland och ingår i Lagans huvudavrinningsområde. Sjön har en area på 0,072 kvadratkilometer och ligger 190 meter över havet.

## Delavrinningsområde
Svartsjösjön ingår i det delavrinningsområde (635634-141175) som SMHI kallar för Mynnar i Rusken. Medelhöjden är 212 meter över havet och ytan är 21,94 kvadratkilometer. Det finns inga delavrinningsområden uppströms utan avrinningsområdet är högsta punkten. Vattendraget som avvattnar avrinningsområdet har biflödesordning 3, vilket innebär att vattnet flödar genom totalt 3 vattendrag innan det når havet efter 201 kilometer. Delavrinningsområdet består mestadels av skog (70 %) och öppen mark (11 %). Avrinningsområdet har 0,31 kvadratkilometer vattenytor vilket ger det en sjöprocent på 1,4 %.